# Claudio Ravanal
Claudio Ravanal (Santiago de Chile, 23 de marzo de 1973) es un actor chileno, de teatro y televisión. 

## Biografía
Nació el 23 de marzo de 1973 en Santiago. Egresó en 1996 con honores de la Escuela de Teatro de la Pontificia Universidad Católica de Chile (PUC) con el Grado de Licenciado en Artes con Mención en Actuación y con el Título de Actor. Fue compañero de egreso de Blanca Lewin, Javiera Contador, Mariana Loyola, Álvaro Espinoza, Aranzazú Yankovic y Claudia Pérez.
Durante los años 2001 y 2002 vivió en la ciudad de Nueva York, donde estudió actuación frente a las cámaras en School For Film & Television además de ser aceptado en The Actors Studio Drama School para un máster en actuación. Actualmente se encuentra estudiando Un Master de Actuación frente a Cámaras (MA Acting For Screen) en The Royal Central School of Speech and Drama en Londres. Siempre volcado en su profesión, está constantemente estudiando y perfeccionándose mediante la asistencia a seminarios de actuación y talleres de canto. Es así como el año 2010 entra al Centro de Investigación Teatral en el Teatro La Memoria para un seminario de actuación con Alfredo Castro y Francesca Lombardo y al año siguiente de Biografía Vocal con Annie Murath.
Perteneció al selecto grupo de actores generacionales del director Vicente Sabatini en la cúspide de la Época de Oro de las superproducciones de Televisión Nacional de Chile, compuesto por Álvaro Morales, Pablo Schwarz, Néstor Cantillana, Felipe Ríos, Ricardo Fernández y Álvaro Espinoza.

## Teatro
- 2013: Amar.
- 2012: Feriado.
- 2011: Cabaret (Musical).
- 2010: La Medea y el Jasón.
- 2009: Palabras y cuerpos, Hamelin.
- 2007: Mi joven corazón idiota.
- 2004: En la sangre, Provincia Kapital (Basada en Auge y Caída de la Ciudad de Mahagonny).

## Cine
| Cine | Cine                              | Cine             | Cine               |
| Año  | Película                          | Rol              | Director           |
| ---- | --------------------------------- | ---------------- | ------------------ |
| 2018 | Cabros de mierda                  | Juan             | Gonzalo Justiniano |
| 2013 | Tiempos malos                     | Tomás            | Pablo Solís        |
| 2013 | Todo lo que no puedes dejar Atrás | Nicolás Lasnibat |                    |
| 2013 | El Vuelo del Manutara             | Elías Llanos     |                    |
| 2013 | El Tío                            | Mateo Iribarren  |                    |
| 2011 | Los 33 de Atacama                 |                  |                    |

## Teleseries
| Teleseries | Teleseries        | Teleseries        | Teleseries |
| Año        | Teleserie         | Rol               | Canal      |
| ---------- | ----------------- | ----------------- | ---------- |
| 1996       | Sucupira          | Ignacio Astillaga | TVN        |
| 1998       | Amándote          | Ismael Fuentes    | Canal 13   |
| 1999       | La fiera          | José Luis Rivas   | TVN        |
| 2000       | Romané            | Ianko Illich      | TVN        |
| 2001       | Pampa Ilusión     | Rómulo Verdugo    | TVN        |
| 2003       | Puertas Adentro   | Mario Castro      | TVN        |
| 2005       | Mitú              | Roberto Castro    | Mega       |
| 2006       | Montecristo       | Patricio Tamargo  | Mega       |
| 2011       | Esperanza         | Luis Reyes        | TVN        |
| 2021       | La torre de Mabel | Rafael Aranda     | Canal 13   |

## Series y unitarios
| Series de televisión | Series de televisión        | Series de televisión | Series de televisión |
| Año                  | Serie                       | Rol                  | Canal                |
| -------------------- | --------------------------- | -------------------- | -------------------- |
| 2008                 | Mujeres que matan           |                      | Chilevisión          |
| 2009-2010            | Infieles                    |                      | Chilevisión          |
| 2011                 | La Colonia                  | Marinao Huanquileo   | Mega                 |
| 2013                 | Maldito corazón             |                      | Chilevisión          |
| 2013                 | Lo que callamos las mujeres |                      | Chilevisión          |
| 2013                 | Prófugos                    | Chofer transfer      | HBO                  |

## Vídeos musicales
| Año  | Título          | Artista   | Dirección      |
| ---- | --------------- | --------- | -------------- |
| 2018 | Olvida el miedo | DrefQuila | Tomás Alzamora |